# Rivière Bournaïa
 (janvier 2016).
Si vous disposez d'ouvrages ou d'articles de référence ou si vous connaissez des sites web de qualité traitant du thème abordé ici, merci de compléter l'article en donnant les références utiles à sa vérifiabilité et en les liant à la section « Notes et références ».
La Bournaïa, jusqu'en 1944 Taipaleenjoki  (en russe : Во́лхов, finnois : Taipaleenjoki), est une rivière coulant dans l'isthme de Carélie en Russie.

## Géographie
La rivière coulant dans le raïon de Priozersk de l'oblast de Léningrad est apparue en 1818.
Elle s'écoule du lac Suvanto (fi) au lac Ladoga et fait partie du bassin de la Vuoksi.
Avant la guerre de continuation elle était située en Finlande et s’appelait Taipaleenjoki.